# ATmega328

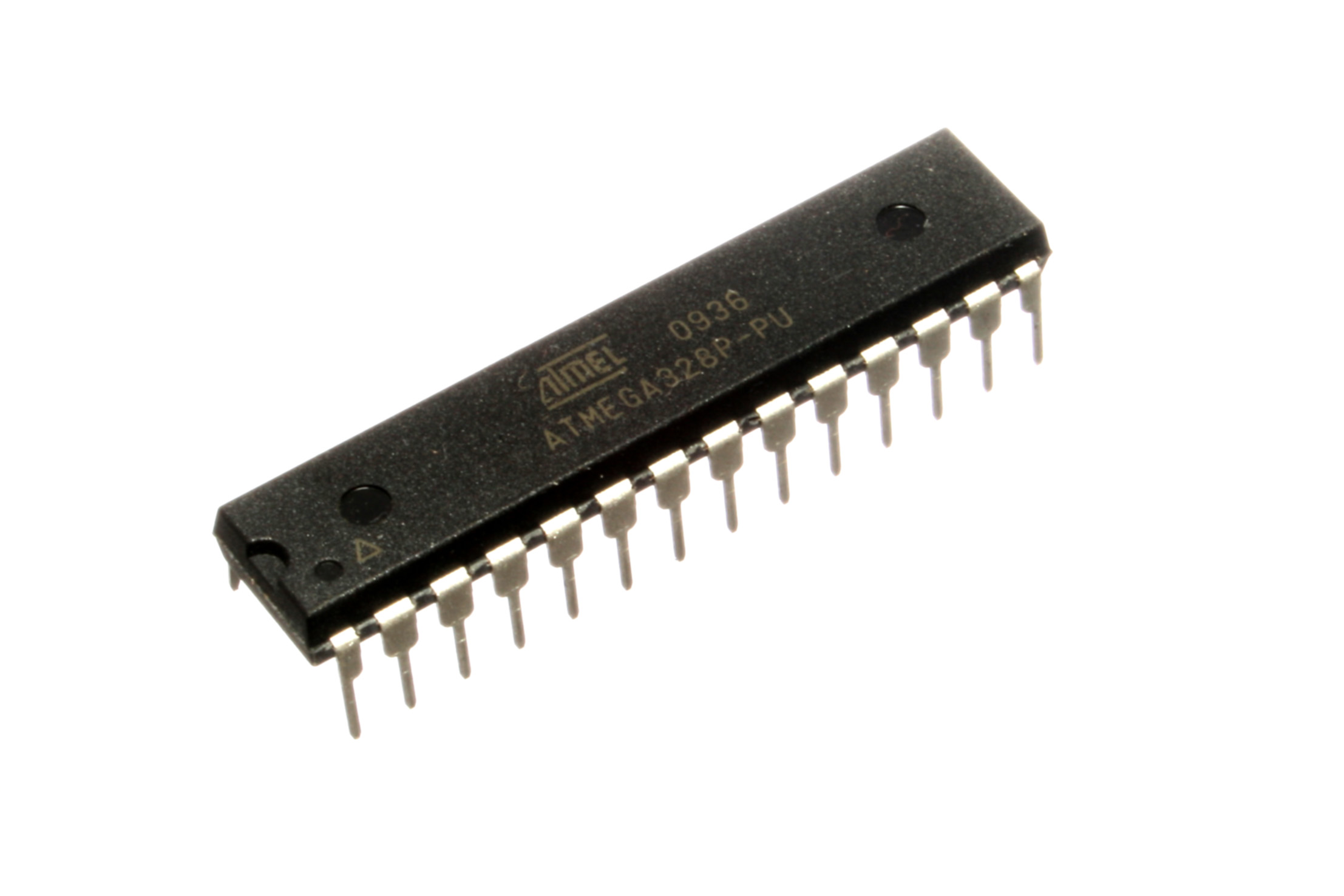
ATmega328P em 28 pinos com encapsulamento tipo duplo em linha (DIP)

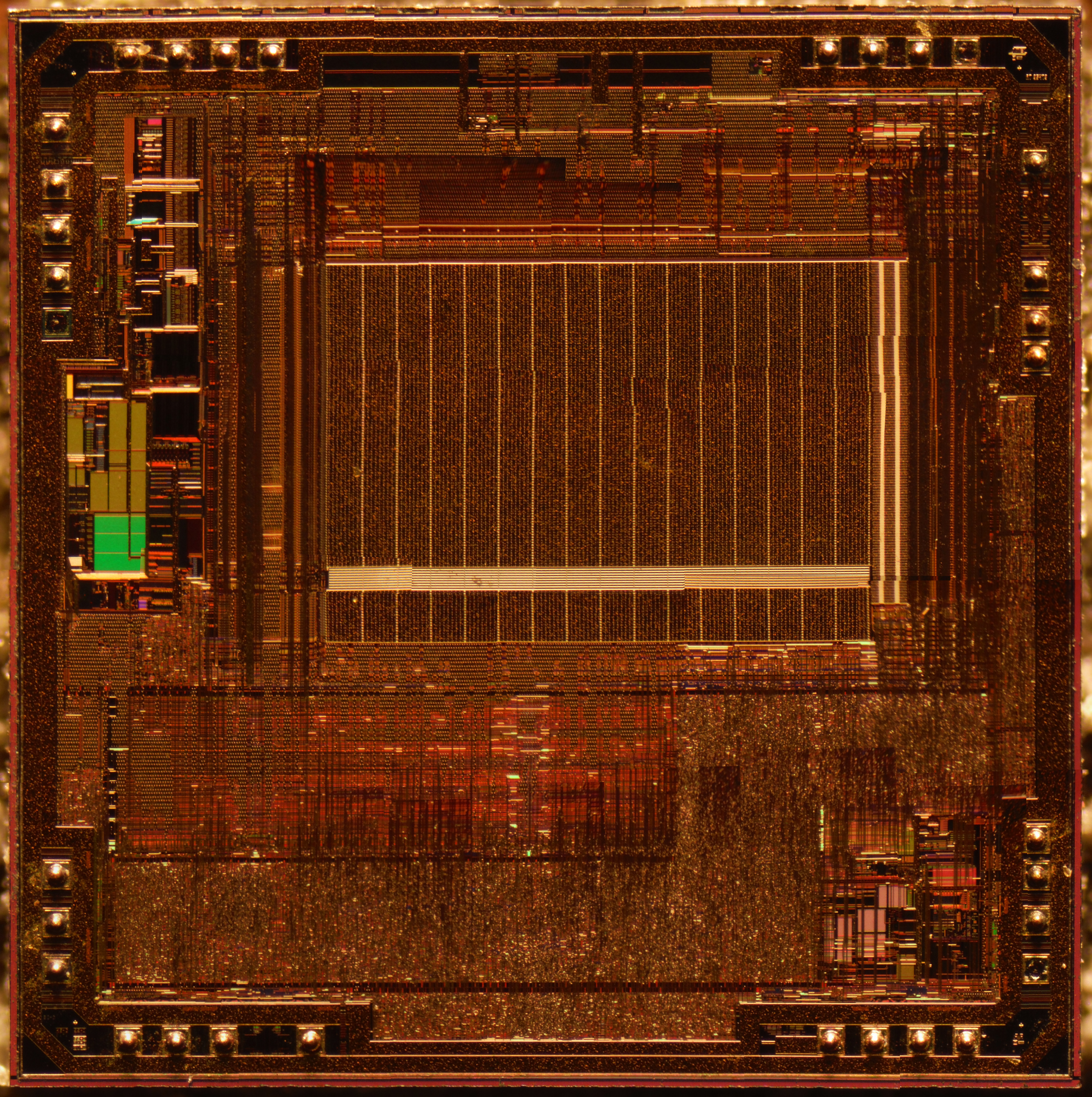
Visão interna do ATmega328P

O ATmega328 é um microcontrolador  tipo chip único criado pela Atmel na família megaAVR.

## Especificações
O Atmel de 8 bits AVR é baseado em RISC, o microcontrolador combina 32 kB ISP flash de memória de leitura-enquanto-grava, 1 kB de EEPROM, 2 kB de SRAM, 23 linhas de I/O de propósito geral, 32 registradores para diversos propósitos, 3 timer/counters flexíveis com comparador de modos, interrupções internas e externas, serial programável USART, 1 interface I²C SPI porta serial, conversor A/D de 6-canais e 10-bits (8-canais nos encapsulamentos TQFP e QFN/MLF), temporizador do watchdog interno programável com oscilador, e 5  modos de economia de energia selecionáveis por software. O dispositivo opera entre 1,8 e 5,5 volts.
O dispositivo alcança a taxa de transferência aproximando-se de 1 MIPS por MHz.

## Parâmetros-chaves
| Parâmetro                    | Valor                                  |
| ---------------------------- | -------------------------------------- |
| Tipo de CPU                  | 8-bit AVR                              |
| Desempenho                   | 20 MIPS às 20 MHz                      |
| Memória Flash                | 32 kB                                  |
| SRAM                         | 2 kB                                   |
| EEPROM                       | 1 kB                                   |
| Contagem de pinos            | 28 pinos PDIP, MLF, 32 pinos TQFP, MLF |
| Frequência máxima            | 20 MHz                                 |
| Número de canais de toque    | 16                                     |
| Hardware de Aquisição QTouch | Nenhum                                 |
| Máximo de pinos de I/O       | 23                                     |
| Interrupções externas        | 2                                      |
| InterfaceUSB                 | Nenhum                                 |
| Velocidade USB               | –                                      |

## Série de alternativas
Uma alternativa comum para o ATmega328 é o "picoPower" ATmega328P.
Uma lista abrangente de todos os outros membros da série megaAVR pode ser encontrado no site da Atmel.

## Aplicações
A partir de 2013 o ATmega328 é comumente usado em muitos projetos e sistemas autónomos, onde um se precisa de um micro-controlador simples, de baixa potência e baixo custo[carece de fontes?]
. Talvez a implementação mais comum do que este chip é no popular Arduino, plataforma de desenvolvimento, nomeadamente nos modelos Arduino Uno e o Arduino Nano.

## Programação

Pinagem do ATmega 48A/PA/88A/PA/168A/PA/328/P 28-PDIP (datasheet)

Confiabilidade de qualificação mostra que a retenção de dados projetada tem a taxa de falha muito menor do que 1 PPM para mais de 20 anos a 85 °C ou 100 anos a 25 °C.
| Sinal de programação | Nome Do Pino    | I/O | Função                                                                             |
| -------------------- | --------------- | --- | ---------------------------------------------------------------------------------- |
| RDY/BSY              | PD1             | O   | Alto significa que o MCU está pronto para um novo comando, caso contrário ocupado. |
| OE                   | PD2             | I   | Habilitação de saída (Ativo em baixo)                                              |
| WR                   | PD3             | I   | Pulso de Escrever (Ativo em baixo)                                                 |
| BS1                  | PD4             | I   | Seleção de Byte 1 ("0" = Byte baixo, "1" = Byte alto)                              |
| XA0                  | PD5             | I   | Bit 0 de Ação do CRISTAL                                                           |
| XA1                  | PD6             | I   | Bit 1 de Ação do CRISTAL                                                           |
| PAGEL                | PD7             | I   | Memória de programa e EEPROM de Dados da Página de Carregamento                    |
| BS2                  | PC2             | I   | Seleção de Byte 2 ("0" = Byte baixo, "1" = Byte alto)                              |
| DADOS                | PC[1:0]:PB[5:0] | I/O | Barramento Bi-direcional de dados (Saída quando o OE é de baixo)                   |

O modo de programação é iniciado quando PAGEL (PD7), XA1 (PD6), XA0 (PD5), BS1 (PD4) devem ser colocados em zero. pino RESET para 0 V e VCC para 0V. VCC deve ser colocado em 4.5 - 5.5 V. Aguarde 60 µs, e o RESET deve ser colocado em 11.5 - a 12,5 V. Esperar mais de 310 µs. Coloque XA1:XA0:BS1:DADOS = 100 1000 0000, pulso XTAL1 para, pelo menos, 150 ns, dê um pulso no WR para zero. Isso inicia o processo de Apagar o Chip. Aguarde até que RDY/BSY (PD1) ir para o nível alto. XA1:XA0:BS1:DADOS = 100 0001 0000, pulso no XTAL1 , dê um pulso no WR em zero. Este é o comando de gravação na Flash. E assim por diante..
| Símbolo | Pinos | I/O | Descrição               |
| ------- | ----- | --- | ----------------------- |
| MOSI    | PB3   | I   | Entrada Serial de Dados |
| MISO    | PB4   | O   | Saída Serial de Dados   |
| SCK     | PB5   | I   | Clock Serial            |

Serial de Dados para o MCU é cronometrado na borda de subida e de dados a partir do MCU é cronometrado na borda de descida. A alimentação é aplicada ao VCC , enquanto o RESET e SCK são colocados em zero. Espere por pelo menos 20 ms e, em seguida, a instrução de Programação serial será Habilitada 0xAC, 0x53, 0x00, 0x00 será enviado para o MOSI pin. O segundo byte (0x53) será ecoado pelo MCU.